# پن ترانچ
پن ترانچ (به انگلیسی: Pen Tranch) یک منطقهٔ مسکونی در بریتانیا است که در تورواین واقع شده‌است. پن ترانچ ۱۲٫۰۶ کیلومتر مربع مساحت و ۵٬۹۸۹ نفر جمعیت دارد.